# Edinho
Edino Nazareth Filho, meglio noto come Edinho (Rio de Janeiro, 5 giugno 1955), è un allenatore di calcio ed ex calciatore brasiliano, di ruolo difensore.

## Caratteristiche tecniche
Poteva giocare sia da terzino sinistro che da libero. Era dotato di buona tecnica e forza fisica, oltre a essere un ottimo rigorista.

## Carriera

### Giocatore

#### Club
Cresciuto nel Fluminense, fa il suo esordio in prima squadra nel 1973 vincendo subito il Campionato Carioca. In seguito vince questo trofeo per tre volte: in particolare nell'edizione 1980 è ricordato per aver segnato il gol decisivo nella finale contro il Vasco da Gama. Con la maglia tricolor disputa un totale di 358 partite e segna 34 gol, vincendo in questo periodo anche la Bola de Prata.
Nel 1982 approda quindi in Italia in seguito al tesseramento con l'Udinese: prende così parte a uno dei più bei periodi della storia della squadra friulana. La prima stagione si conclude con un buon sesto posto in Serie A, mentre in quella successiva viene raggiunto dal connazionale Zico: la squadra, in cui militano anche Luigi De Agostini, Franco Causio, Manuel Gerolin, Massimo Mauro e Pietro Paolo Virdis, cala sul finale e alla fine è solo nona. In seguito alcuni dei protagonisti lasciano il club, ma il brasiliano rimane fino alla la retrocessione a causa della penalizzazione di nove punti, che avviene al termine della stagione 1986-1987. Edinho lascia così Udine dopo aver totalizzato 138 partite e segnato 22 reti (di cui 10 su calcio di rigore); specialista anche nelle punizioni, viene ricordato particolarmente un suo gol realizzato all'Olimpico contro la Roma. Di calcio piazzato se ne ricorda però anche un altro, battuto il 31 ottobre 1982 contro il Verona: la palla colpisce prima un palo poi l'altro, ma non entra.
Nel 1987 fa così ritorno in Brasile, tra le file del Flamengo prima, e di quelle del Fluminense poi, chiudendo infine la carriera nel Grêmio di Porto Alegre nel 1990.

#### Nazionale
Con il Brasile ha disputato 45 partite segnando 3 reti. È stato tra i 22 che hanno preso parte a Argentina 1978, scendendo in campo in tre occasioni. Partecipa in seguito anche a Spagna 1982, dove gioca solo nella vittoria per 4-0 sulla Nuova Zelanda, e pure a Messico 1986: qui gioca tutte le partite, incluso il quarto di finale dove i verde-oro sono battuti dalla Francia ai calci di rigore. Con la selezione olimpica ha preso inoltre parte alle Olimpiadi di Montréal 1976.

### Allenatore
Subito dopo il suo ritiro ha allenato importanti squadre del Paese sudamericano, come il Fluminense, il Flamengo, il Botafogo e il Goiás; è stato anche sulla panchina dei portoghesi del Marítimo.

## Statistiche

### Cronologia presenze e reti in nazionale
| Cronologia completa delle presenze e delle reti in nazionale ― Brasile | Cronologia completa delle presenze e delle reti in nazionale ― Brasile | Cronologia completa delle presenze e delle reti in nazionale ― Brasile | Cronologia completa delle presenze e delle reti in nazionale ― Brasile | Cronologia completa delle presenze e delle reti in nazionale ― Brasile | Cronologia completa delle presenze e delle reti in nazionale ― Brasile | Cronologia completa delle presenze e delle reti in nazionale ― Brasile | Cronologia completa delle presenze e delle reti in nazionale ― Brasile |
| Data                                                                   | Città                                                                  | In casa                                                                | Risultato                                                              | Ospiti                                                                 | Competizione                                                           | Reti                                                                   | Note                                                                   |
| ---------------------------------------------------------------------- | ---------------------------------------------------------------------- | ---------------------------------------------------------------------- | ---------------------------------------------------------------------- | ---------------------------------------------------------------------- | ---------------------------------------------------------------------- | ---------------------------------------------------------------------- | ---------------------------------------------------------------------- |
| 9-3-1977                                                               | Rio de Janeiro                                                         | Brasile                                                                | 6 – 0                                                                  | Colombia                                                               | Qual. Mondiali 1978                                                    | -                                                                      | 61’                                                                    |
| 20-3-1977                                                              | Rio de Janeiro                                                         | Brasile                                                                | 1 – 1                                                                  | Paraguay                                                               | Qual. Mondiali 1978                                                    | -                                                                      |                                                                        |
| 8-6-1977                                                               | Rio de Janeiro                                                         | Brasile                                                                | 0 – 0                                                                  | Inghilterra                                                            | Amichevole                                                             | -                                                                      |                                                                        |
| 23-6-1977                                                              | Rio de Janeiro                                                         | Brasile                                                                | 2 – 0                                                                  | Scozia                                                                 | Amichevole                                                             | -                                                                      |                                                                        |
| 26-6-1977                                                              | Belo Horizonte                                                         | Brasile                                                                | 0 – 0                                                                  | Jugoslavia                                                             | Amichevole                                                             | -                                                                      |                                                                        |
| 30-6-1977                                                              | Rio de Janeiro                                                         | Brasile                                                                | 2 – 2                                                                  | Francia                                                                | Amichevole                                                             | 1                                                                      |                                                                        |
| 10-7-1977                                                              | Cali                                                                   | Brasile                                                                | 1 – 0                                                                  | Perù                                                                   | Qual. Mondiali 1978                                                    | -                                                                      |                                                                        |
| 1-4-1978                                                               | Parigi                                                                 | Francia                                                                | 1 – 0                                                                  | Brasile                                                                | Amichevole                                                             | -                                                                      |                                                                        |
| 5-4-1978                                                               | Amburgo                                                                | Germania Ovest                                                         | 0 – 1                                                                  | Brasile                                                                | Amichevole                                                             | -                                                                      |                                                                        |
| 19-4-1978                                                              | Londra                                                                 | Inghilterra                                                            | 1 – 1                                                                  | Brasile                                                                | Amichevole                                                             | -                                                                      | 5’                                                                     |
| 1-5-1978                                                               | Rio de Janeiro                                                         | Brasile                                                                | 3 – 0                                                                  | Perù                                                                   | Amichevole                                                             | -                                                                      |                                                                        |
| 17-5-1978                                                              | Rio de Janeiro                                                         | Brasile                                                                | 2 – 0                                                                  | Cecoslovacchia                                                         | Amichevole                                                             | -                                                                      |                                                                        |
| 3-6-1978                                                               | Mar del Plata                                                          | Svezia                                                                 | 1 – 1                                                                  | Brasile                                                                | Mondiali 1978 - 1º turno                                               | -                                                                      |                                                                        |
| 7-6-1978                                                               | Mar del Plata                                                          | Brasile                                                                | 0 – 0                                                                  | Spagna                                                                 | Mondiali 1978 - 1º turno                                               | -                                                                      |                                                                        |
| 18-6-1978                                                              | Rosario                                                                | Argentina                                                              | 0 – 0                                                                  | Brasile                                                                | Mondiali 1978 - 2º turno                                               | -                                                                      | 34’ 67’                                                                |
| 17-5-1979                                                              | Rio de Janeiro                                                         | Brasile                                                                | 6 – 0                                                                  | Paraguay                                                               | Amichevole                                                             | -                                                                      |                                                                        |
| 31-5-1979                                                              | Rio de Janeiro                                                         | Brasile                                                                | 5 – 1                                                                  | Uruguay                                                                | Amichevole                                                             | 1                                                                      |                                                                        |
| 2-8-1979                                                               | Rio de Janeiro                                                         | Brasile                                                                | 2 – 1                                                                  | Argentina                                                              | Coppa America 1979 - 1º turno                                          | -                                                                      |                                                                        |
| 16-8-1979                                                              | San Paolo                                                              | Brasile                                                                | 2 – 0                                                                  | Bolivia                                                                | Coppa America 1979 - 1º turno                                          | -                                                                      |                                                                        |
| 23-8-1979                                                              | Buenos Aires                                                           | Argentina                                                              | 2 – 2                                                                  | Brasile                                                                | Coppa America 1979 - 1º turno                                          | -                                                                      |                                                                        |
| 24-10-1979                                                             | Asunción                                                               | Paraguay                                                               | 2 – 1                                                                  | Brasile                                                                | Coppa America 1979 - Semifinale                                        | -                                                                      |                                                                        |
| 31-10-1979                                                             | Rio de Janeiro                                                         | Brasile                                                                | 2 – 2                                                                  | Paraguay                                                               | Coppa America 1979 - Semifinale                                        | -                                                                      |                                                                        |
| 8-6-1980                                                               | Rio de Janeiro                                                         | Brasile                                                                | 2 – 0                                                                  | Messico                                                                | Amichevole                                                             | -                                                                      |                                                                        |
| 15-6-1980                                                              | Rio de Janeiro                                                         | Brasile                                                                | 1 – 2                                                                  | Unione Sovietica                                                       | Amichevole                                                             | -                                                                      |                                                                        |
| 24-6-1980                                                              | Belo Horizonte                                                         | Brasile                                                                | 2 – 1                                                                  | Cile                                                                   | Amichevole                                                             | -                                                                      | Uscita                                                                 |
| 1-2-1981                                                               | Bogotà                                                                 | Colombia                                                               | 1 – 1                                                                  | Brasile                                                                | Amichevole                                                             | -                                                                      | Ingresso                                                               |
| 14-2-1981                                                              | Quito                                                                  | Ecuador                                                                | 0 – 6                                                                  | Brasile                                                                | Amichevole                                                             | -                                                                      | 66’                                                                    |
| 22-2-1981                                                              | La Paz                                                                 | Bolivia                                                                | 1 – 2                                                                  | Brasile                                                                | Qual. Mondiali 1982                                                    | -                                                                      | 20’                                                                    |
| 14-3-1981                                                              | Ribeirão Preto                                                         | Brasile                                                                | 2 – 1                                                                  | Cile                                                                   | Amichevole                                                             | -                                                                      |                                                                        |
| 15-5-1981                                                              | Parigi                                                                 | Francia                                                                | 1 – 3                                                                  | Brasile                                                                | Amichevole                                                             | -                                                                      | 78’                                                                    |
| 8-7-1981                                                               | Salvador                                                               | Brasile                                                                | 1 – 0                                                                  | Spagna                                                                 | Amichevole                                                             | -                                                                      | 72’                                                                    |
| 26-8-1981                                                              | Santiago del Cile                                                      | Cile                                                                   | 0 – 0                                                                  | Brasile                                                                | Amichevole                                                             | -                                                                      |                                                                        |
| 27-5-1982                                                              | Uberlândia                                                             | Brasile                                                                | 7 – 0                                                                  | Irlanda                                                                | Amichevole                                                             | -                                                                      | 80’                                                                    |
| 23-6-1982                                                              | Siviglia                                                               | Brasile                                                                | 4 – 0                                                                  | Nuova Zelanda                                                          | Mondiali 1982 - 1º turno                                               | -                                                                      | 75’                                                                    |
| 2-6-1985                                                               | Santa Cruz de la Sierra                                                | Bolivia                                                                | 0 – 2                                                                  | Brasile                                                                | Qual. Mondiali 1986                                                    | -                                                                      |                                                                        |
| 8-6-1985                                                               | Porto Alegre                                                           | Brasile                                                                | 3 – 1                                                                  | Cile                                                                   | Amichevole                                                             | -                                                                      |                                                                        |
| 16-6-1985                                                              | Asunción                                                               | Paraguay                                                               | 0 – 2                                                                  | Brasile                                                                | Qual. Mondiali 1986                                                    | -                                                                      |                                                                        |
| 23-6-1985                                                              | Rio de Janeiro                                                         | Brasile                                                                | 1 – 1                                                                  | Paraguay                                                               | Qual. Mondiali 1986                                                    | -                                                                      |                                                                        |
| 30-6-1985                                                              | San Paolo                                                              | Brasile                                                                | 1 – 1                                                                  | Bolivia                                                                | Qual. Mondiali 1986                                                    | -                                                                      |                                                                        |
| 7-5-1986                                                               | Curitiba                                                               | Brasile                                                                | 1 – 1                                                                  | Cile                                                                   | Amichevole                                                             | -                                                                      |                                                                        |
| 1-6-1986                                                               | Guadalajara                                                            | Spagna                                                                 | 0 – 1                                                                  | Brasile                                                                | Mondiali 1986 - 1º turno                                               | -                                                                      |                                                                        |
| 6-6-1986                                                               | Guadalajara                                                            | Brasile                                                                | 1 – 0                                                                  | Algeria                                                                | Mondiali 1986 - 1º turno                                               | -                                                                      |                                                                        |
| 12-6-1986                                                              | Guadalajara                                                            | Irlanda del Nord                                                       | 0 – 3                                                                  | Brasile                                                                | Mondiali 1986 - 1º turno                                               | -                                                                      |                                                                        |
| 16-6-1986                                                              | Guadalajara                                                            | Brasile                                                                | 4 – 0                                                                  | Polonia                                                                | Mondiali 1986 - Ottavi di finale                                       | 1                                                                      | 83’                                                                    |
| 21-6-1986                                                              | Guadalajara                                                            | Brasile                                                                | 1 – 1 dts (3 - 4 dtr)                                                  | Francia                                                                | Mondiali 1986 - Quarti di finale                                       | -                                                                      |                                                                        |
| Totale                                                                 |                                                                        | Presenze                                                               | 45                                                                     |                                                                        | Reti                                                                   | 3                                                                      |                                                                        |

## Palmarès

### Giocatore

#### Club
- Campionato Carioca: 3

Fluminense: 1975, 1976 e 1980
- Campionato Gaúcho: 1

Grêmio: 1989
- Coppa del Brasile: 1

Grêmio: 1989

#### Nazionale
- Giochi panamericani: 1

Città del Messico 1975

#### Individuale
- Bola de Prata: 1

1982

### Allenatore
- Coppa Guanabara: 2

Fluminense: 1991, 1993
- Campionato Baiano: 1

Vitória: 1996
- Campionato Goiano: 1

Goiás: 2002
- Campionato brasiliano di seconda divisione: 1

Brasiliense: 2004
- Campionato Paranaense: 1

Atlético Paranaense: 2005